# Мотли (Вирџинија)
Мотли (енгл. Motley) насељено је место без административног статуса у америчкој савезној држави Вирџинија.

## Демографија
По попису из 2010. године број становника је 1.015.
| Група             | 2000.    | 2010.       |
| Белци             | 0 (0,0%) | 732 (72,1%) |
| Афроамериканци    | 0 (0,0%) | 261 (25,7%) |
| Азијати           | 0 (0,0%) | 2 (0,2%)    |
| Хиспаноамериканци | 0 (0,0%) | 4 (0,4%)    |
| Укупно            | 0        | 1.015       |